# SIC 27
ПКР (SIC) 27 («Анализ сущности сделок, имеющих юридическую форму аренды») — один из стандартов мировой финансовой отчётности (МСФО).
Целью данного стандарта является выявление сущности сделки путём анализа всех её аспектов и последствий (особый упор делается на экономическом эффекте сделки). Если по условиям сделки право владения активами переходит к другой стороне на определенный срок, то в этом случае в действие вступает МСФО (IAS) 17. Однако МСФО (IAS) 17 не применяется в следующих случаях: прибыли и убытки сохраняются за изначальным правообладателем; целью сделки являлось получение налогового преимущества; в сделку включен опцион с такими параметрами условий, которые гарантируют его исполнение. Возникающий в ходе исполнения сделки инвестиционный счет и обязательства по арендным платежам не относятся к активам и обязательствам изначального правообладателя в следующих случаях: изначальный правообладатель не имеет контроля над инвестиционным счётом и не несёт ответственность по выполнению обязательств по арендным платежам; вероятность возврата вознаграждения от инвестора или оплаты обязательств по аренде маловероятна; за исключением первоначального взноса денежные потоки в рамках выполнения сделки ограничиваются арендными платежами, имеющими источником инвестиционный счет. В остальных случаях все сделки, включая возникшие в случае их расторжения обязательства и выплаты, регулируются МСФО (IAS) 37, МСФО (IAS) 39 или МСФО (IFRS) 4 в зависимости от содержания конкретного договора. Для определения времени признания полученной выручки в качестве дохода предприятия используют критерии 20 МСФО (IAS) 18. В рамках данного стандарта совокупность взаимосвязанных операций может рассматриваться как одна сделка при выполнении нескольких условий: данные операции идут в рамках одного пакета; совершаются одновременно или в короткий промежуток времени друг за другом и результат от конкретной операции невозможно выяснить без учёта других операций данного пакета. Разъяснения к данному стандарту были введены в действие приказом Минфина РФ 25 ноября 2011 года в рамках перехода России на международные стандарты финансовой отчётности.